# Глуховское княжество
Глуховское княжество — русское княжество XIII—XV веков с центром в городе Глухов. Первоначально центр удельного княжества в составе Черниговского княжества.

## История
Согласно родословным, первым глуховским князем был Семеон Михайлович, который показан третьим сыном черниговского князя Михаила Всеволодовича, унаследовав после гибели отца Глуховское княжество, которое образовалось после распада Черниговского княжества. Согласно тем же родословным, у Семёна был сын Роман, князь Новосильский и Одоевский. Однако данная версия родословной имеет хронологические несоответствия. Роман Новосильский жил во второй половине XIV века — он упоминается в летописях в 1375 году. Соответственно он никак не мог быть сыном Семёна Михайловича. Объяснить это несоответствие попытался Н. Квашнин-Самарин. Он обратил внимание на то, что в так называемом Любецком синодике, который содержал перечень черниговских князей, упоминается князь Михаил и его сын Симеон (позиция 44 синодика). При этом этот Михаил не тождественен Михаилу Всеволодовичу Черниговскому — он упоминается отдельно. На основании этого, Квашнин-Самарин сделал вывод о том, что упомянутый Михаил является сыном известного по родословным Симеона Глуховского. И, соответственно, существовало 2 князя: Симеон Михайлович, сын Михаила Всеволодовича Черниговского, и Симеон Михайлович, внук предыдущего и, соответственно, правнук Михаила Черниговского. Он известен по продаже московскому князю Семёну Гордому части своих владений в середине XIV века. Эту версию принял и другой исследователь Любецкого Синодика, Р. В. Зотов.

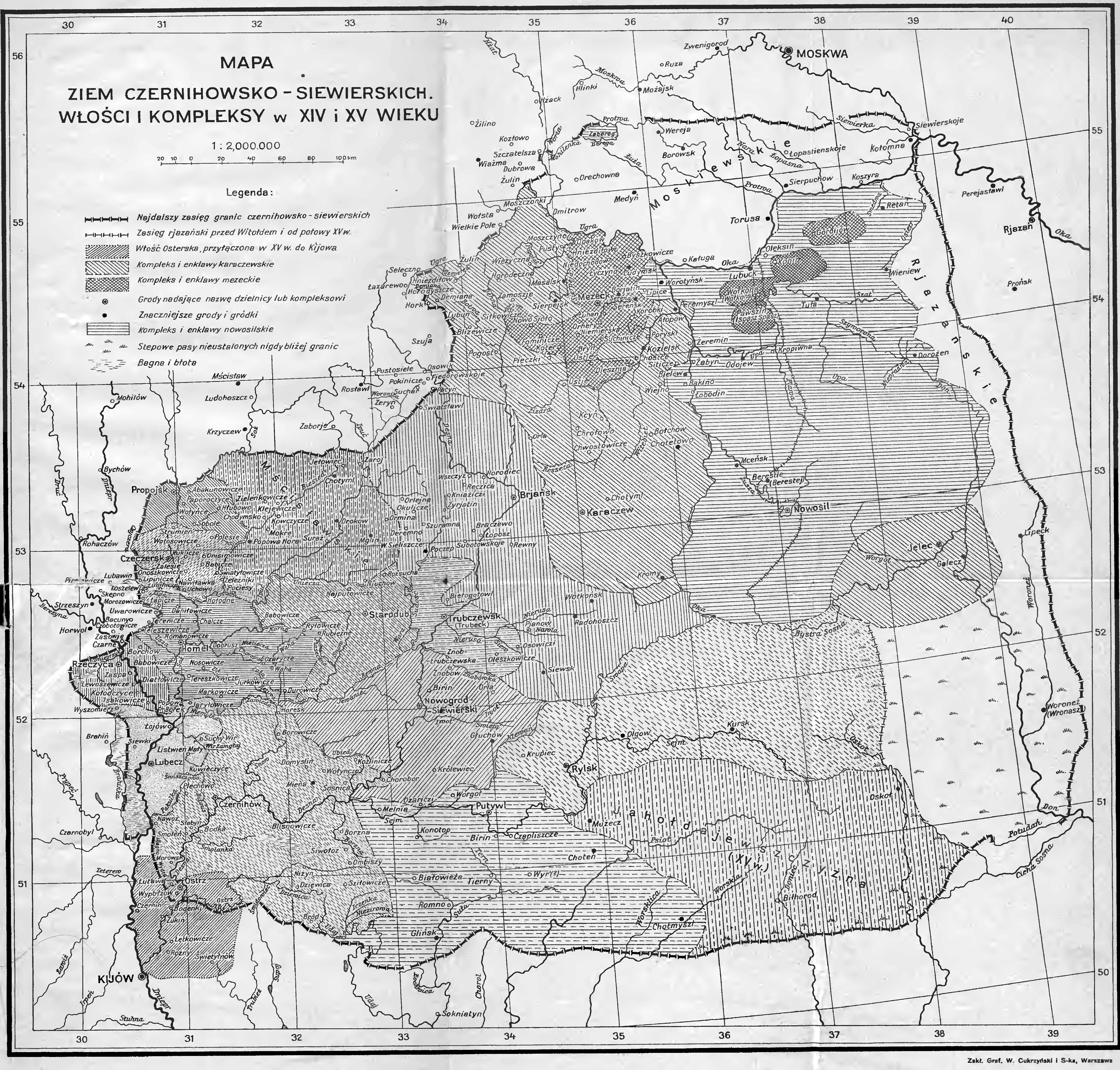
Глухов и Новосиль на карте Черниговско-Северских земель (1936)

В XIV—XV веках удел стал дробиться, и из него выделись Глуховское, Новосильское, Белевское, Одоевское, Воротынское и Устивское княжества.
Связь Новосиля с Глуховом устанавливается не только родословной, выводящей Романа новосильского от Семёна глуховского, но и тем, что Михаил глуховский (с сыном Семёном) начала XIV века стоит в Любецком синодике рядом с Александром новосильским (уб. 1326), а затем упоминается Семён Александрович, из чего историки делают вывод, что Роман новосильский был внуком Михаила глуховского или Александра новосильского. Также связь Глухова с Новосилем устанавливается версией о близком родстве новосильских князей со звенигородскими, локализующей летописный Звенигород вблизи Глухова. Эта версия выводит всех этих князей из младшей ветви Ольговичей.
Во всяком случае во 2-й половине XIV века Глухов, находящийся с 1356 года в глубине литовских владений, и Новосиль, существуют независимо друг от друга. В 1375 года Роман после разорения княжества татарами перенёс столицу в более северный Одоев. В XVI веке территория бывшего Глуховского княжества вошла в состав Московского государства.
От детей Романа пошли две ветви: — князья Белевские и князья Одоевские. Представители устьивской ветви известны только по родословным.

## Князья
- Семён Михайлович (князь глуховский)?
- Михаил Семёнович 2-я пол. XIII в.
- Семён Михайлович (князь глуховский)?
- Иван Семёнович
- Роман Семёнович (князь новосильский) (после 1372)

## Родословная князей
|                                      |                                      |                                      |                                      |                                      |                                      |  |  |                                                                   |                                                                   |                                                                   |                                                                   |                                                                   |                                                                   |  |  | Семён Михайлович князь Глуховский                           |                                                             |                                                             |                                                             |                                                             |                                                             |  |  |                           |                           |                           |                           |                           |                           |  |  |                          |                          |                          |                          |                          |                          |  |  |  |  |  |  |  |  |  |  |  |  |  |  |  |  |  |  |  |  |  |  |  |  |  |  |  |  |
|                                      |                                      |                                      |                                      |                                      |                                      |  |  |                                                                   |                                                                   |                                                                   |                                                                   |                                                                   |                                                                   |  |  |                                                             |                                                             |                                                             |                                                             |                                                             |                                                             |  |  |                           |                           |                           |                           |                           |                           |  |  |                          |                          |                          |                          |                          |                          |  |  |  |  |  |  |  |  |  |  |  |  |  |  |  |  |  |  |  |  |  |  |  |  |  |  |  |  |
|                                      |                                      |                                      |                                      |                                      |                                      |  |  |                                                                   |                                                                   |                                                                   |                                                                   |                                                                   |                                                                   |  |  |                                                             |                                                             |                                                             |                                                             |                                                             |                                                             |  |  |                           |                           |                           |                           |                           |                           |  |  |                          |                          |                          |                          |                          |                          |  |  |  |  |  |  |  |  |  |  |  |  |  |  |  |  |  |  |  |  |  |  |  |  |  |  |  |  |
|                                      |                                      |                                      |                                      |                                      |                                      |  |  | Михаил Семёнович князь Глуховский                                 | Михаил Семёнович князь Глуховский                                 | Михаил Семёнович князь Глуховский                                 | Михаил Семёнович князь Глуховский                                 | Михаил Семёнович князь Глуховский                                 | Михаил Семёнович князь Глуховский                                 |  |  | Александр Семёнович (убит в январе 1326) князь Новосильский | Александр Семёнович (убит в январе 1326) князь Новосильский | Александр Семёнович (убит в январе 1326) князь Новосильский | Александр Семёнович (убит в январе 1326) князь Новосильский | Александр Семёнович (убит в январе 1326) князь Новосильский | Александр Семёнович (убит в январе 1326) князь Новосильский |  |  |                           |                           |                           |                           |                           |                           |  |  | Всеволод князь Устивский | Всеволод князь Устивский | Всеволод князь Устивский | Всеволод князь Устивский | Всеволод князь Устивский | Всеволод князь Устивский |  |  |  |  |  |  |  |  |  |  |  |  |  |  |  |  |  |  |  |  |  |  |  |  |  |  |  |  |
|                                      |                                      |                                      |                                      |                                      |                                      |  |  | Михаил Семёнович князь Глуховский                                 | Михаил Семёнович князь Глуховский                                 | Михаил Семёнович князь Глуховский                                 | Михаил Семёнович князь Глуховский                                 | Михаил Семёнович князь Глуховский                                 | Михаил Семёнович князь Глуховский                                 |  |  | Александр Семёнович (убит в январе 1326) князь Новосильский | Александр Семёнович (убит в январе 1326) князь Новосильский | Александр Семёнович (убит в январе 1326) князь Новосильский | Александр Семёнович (убит в январе 1326) князь Новосильский | Александр Семёнович (убит в январе 1326) князь Новосильский | Александр Семёнович (убит в январе 1326) князь Новосильский |  |  |                           |                           |                           |                           |                           |                           |  |  | Всеволод князь Устивский | Всеволод князь Устивский | Всеволод князь Устивский | Всеволод князь Устивский | Всеволод князь Устивский | Всеволод князь Устивский |  |  |  |  |  |  |  |  |  |  |  |  |  |  |  |  |  |  |  |  |  |  |  |  |  |  |  |  |
|                                      |                                      |                                      |                                      |                                      |                                      |  |  |                                                                   |                                                                   |                                                                   |                                                                   |                                                                   |                                                                   |  |  |                                                             |                                                             |                                                             |                                                             |                                                             |                                                             |  |  |                           |                           |                           |                           |                           |                           |  |  |                          |                          |                          |                          |                          |                          |  |  |  |  |  |  |  |  |  |  |  |  |  |  |  |  |  |  |  |  |  |  |  |  |  |  |  |  |
|                                      |                                      |                                      |                                      |                                      |                                      |  |  | Семён Михайлович (ум. после 1402) князь Глуховский и Новосильский | Семён Михайлович (ум. после 1402) князь Глуховский и Новосильский | Семён Михайлович (ум. после 1402) князь Глуховский и Новосильский | Семён Михайлович (ум. после 1402) князь Глуховский и Новосильский | Семён Михайлович (ум. после 1402) князь Глуховский и Новосильский | Семён Михайлович (ум. после 1402) князь Глуховский и Новосильский |  |  | Семён князь Новосильский                                    | Семён князь Новосильский                                    | Семён князь Новосильский                                    | Семён князь Новосильский                                    | Семён князь Новосильский                                    | Семён князь Новосильский                                    |  |  | Сергей князь Новосильский | Сергей князь Новосильский | Сергей князь Новосильский | Сергей князь Новосильский | Сергей князь Новосильский | Сергей князь Новосильский |  |  | Михаил князь Устивский   | Михаил князь Устивский   | Михаил князь Устивский   | Михаил князь Устивский   | Михаил князь Устивский   | Михаил князь Устивский   |  |  |  |  |  |  |  |  |  |  |  |  |  |  |  |  |  |  |  |  |  |  |  |  |  |  |  |  |
|                                      |                                      |                                      |                                      |                                      |                                      |  |  | Семён Михайлович (ум. после 1402) князь Глуховский и Новосильский | Семён Михайлович (ум. после 1402) князь Глуховский и Новосильский | Семён Михайлович (ум. после 1402) князь Глуховский и Новосильский | Семён Михайлович (ум. после 1402) князь Глуховский и Новосильский | Семён Михайлович (ум. после 1402) князь Глуховский и Новосильский | Семён Михайлович (ум. после 1402) князь Глуховский и Новосильский |  |  | Семён князь Новосильский                                    | Семён князь Новосильский                                    | Семён князь Новосильский                                    | Семён князь Новосильский                                    | Семён князь Новосильский                                    | Семён князь Новосильский                                    |  |  | Сергей князь Новосильский | Сергей князь Новосильский | Сергей князь Новосильский | Сергей князь Новосильский | Сергей князь Новосильский | Сергей князь Новосильский |  |  | Михаил князь Устивский   | Михаил князь Устивский   | Михаил князь Устивский   | Михаил князь Устивский   | Михаил князь Устивский   | Михаил князь Устивский   |  |  |  |  |  |  |  |  |  |  |  |  |  |  |  |  |  |  |  |  |  |  |  |  |  |  |  |  |
|                                      |                                      |                                      |                                      |                                      |                                      |  |  |                                                                   |                                                                   |                                                                   |                                                                   |                                                                   |                                                                   |  |  |                                                             |                                                             |                                                             |                                                             |                                                             |                                                             |  |  |                           |                           |                           |                           |                           |                           |  |  |                          |                          |                          |                          |                          |                          |  |  |  |  |  |  |  |  |  |  |  |  |  |  |  |  |  |  |  |  |  |  |  |  |  |  |  |  |
|                                      |                                      |                                      |                                      |                                      |                                      |  |  | Иван Семёнович (ум. до 1372) князь Новосильский                   | Иван Семёнович (ум. до 1372) князь Новосильский                   | Иван Семёнович (ум. до 1372) князь Новосильский                   | Иван Семёнович (ум. до 1372) князь Новосильский                   | Иван Семёнович (ум. до 1372) князь Новосильский                   | Иван Семёнович (ум. до 1372) князь Новосильский                   |  |  | Роман Семёнович князь Новосильский                          | Роман Семёнович князь Новосильский                          | Роман Семёнович князь Новосильский                          | Роман Семёнович князь Новосильский                          | Роман Семёнович князь Новосильский                          | Роман Семёнович князь Новосильский                          |  |  |                           |                           |                           |                           |                           |                           |  |  |                          |                          |                          |                          |                          |                          |  |  |  |  |  |  |  |  |  |  |  |  |  |  |  |  |  |  |  |  |  |  |  |  |  |  |  |  |
|                                      |                                      |                                      |                                      |                                      |                                      |  |  | Иван Семёнович (ум. до 1372) князь Новосильский                   | Иван Семёнович (ум. до 1372) князь Новосильский                   | Иван Семёнович (ум. до 1372) князь Новосильский                   | Иван Семёнович (ум. до 1372) князь Новосильский                   | Иван Семёнович (ум. до 1372) князь Новосильский                   | Иван Семёнович (ум. до 1372) князь Новосильский                   |  |  | Роман Семёнович князь Новосильский                          | Роман Семёнович князь Новосильский                          | Роман Семёнович князь Новосильский                          | Роман Семёнович князь Новосильский                          | Роман Семёнович князь Новосильский                          | Роман Семёнович князь Новосильский                          |  |  |                           |                           |                           |                           |                           |                           |  |  |                          |                          |                          |                          |                          |                          |  |  |  |  |  |  |  |  |  |  |  |  |  |  |  |  |  |  |  |  |  |  |  |  |  |  |  |  |
|                                      |                                      |                                      |                                      |                                      |                                      |  |  |                                                                   |                                                                   |                                                                   |                                                                   |                                                                   |                                                                   |  |  |                                                             |                                                             |                                                             |                                                             |                                                             |                                                             |  |  |                           |                           |                           |                           |                           |                           |  |  |                          |                          |                          |                          |                          |                          |  |  |  |  |  |  |  |  |  |  |  |  |  |  |  |  |  |  |  |  |  |  |  |  |  |  |  |  |
| Василий Романович князь новосильский | Василий Романович князь новосильский | Василий Романович князь новосильский | Василий Романович князь новосильский | Василий Романович князь новосильский | Василий Романович князь новосильский |  |  | Лев Романович князь новосильский                                  | Лев Романович князь новосильский                                  | Лев Романович князь новосильский                                  | Лев Романович князь новосильский                                  | Лев Романович князь новосильский                                  | Лев Романович князь новосильский                                  |  |  | Юрий Романович Чёрный князь новосильский                    | Юрий Романович Чёрный князь новосильский                    | Юрий Романович Чёрный князь новосильский                    | Юрий Романович Чёрный князь новосильский                    | Юрий Романович Чёрный князь новосильский                    | Юрий Романович Чёрный князь новосильский                    |  |  | Даниил                    | Даниил                    | Даниил                    | Даниил                    | Даниил                    | Даниил                    |  |  | Семён                    | Семён                    | Семён                    | Семён                    | Семён                    | Семён                    |  |  |  |  |  |  |  |  |  |  |  |  |  |  |  |  |  |  |  |  |  |  |  |  |  |  |  |  |
| Василий Романович князь новосильский | Василий Романович князь новосильский | Василий Романович князь новосильский | Василий Романович князь новосильский | Василий Романович князь новосильский | Василий Романович князь новосильский |  |  | Лев Романович князь новосильский                                  | Лев Романович князь новосильский                                  | Лев Романович князь новосильский                                  | Лев Романович князь новосильский                                  | Лев Романович князь новосильский                                  | Лев Романович князь новосильский                                  |  |  | Юрий Романович Чёрный князь новосильский                    | Юрий Романович Чёрный князь новосильский                    | Юрий Романович Чёрный князь новосильский                    | Юрий Романович Чёрный князь новосильский                    | Юрий Романович Чёрный князь новосильский                    | Юрий Романович Чёрный князь новосильский                    |  |  | Даниил                    | Даниил                    | Даниил                    | Даниил                    | Даниил                    | Даниил                    |  |  | Семён                    | Семён                    | Семён                    | Семён                    | Семён                    | Семён                    |  |  |  |  |  |  |  |  |  |  |  |  |  |  |  |  |  |  |  |  |  |  |  |  |  |  |  |  |
| князья Белёвские                     | князья Белёвские                     | князья Белёвские                     | князья Белёвские                     | князья Белёвские                     | князья Белёвские                     |  |  | князья Воротынские                                                | князья Воротынские                                                | князья Воротынские                                                | князья Воротынские                                                | князья Воротынские                                                | князья Воротынские                                                |  |  | князья Одоевские                                            | князья Одоевские                                            | князья Одоевские                                            | князья Одоевские                                            | князья Одоевские                                            | князья Одоевские                                            |  |  |                           |                           |                           |                           |                           |                           |  |  |                          |                          |                          |                          |                          |                          |  |  |  |  |  |  |  |  |  |  |  |  |  |  |  |  |  |  |  |  |  |  |  |  |  |  |  |  |